# Josep Rahola i d'Espona
Josep Rahola i d'Espona   (Barcelona, 3 de juliol de 1918 - Fortià, 17 de gener de 2023) fou un enginyer industrial i polític català.

## Trajectòria
Era un dels set fills de l'advocat Baldiri Rahola i Llorens i de Roser d'Espona i Puig, i germà de Frederic Rahola i d'Espona. Militant d'ERC, estudià a la Mútua Escolar Blanquerna, i després de la guerra civil espanyola s'exilià a França. Després d'estar un temps al camp de concentració del Voló va fugir i tornà a amagar-se a Figueres, i d'ací a Barcelona. Participà en l'oposició al franquisme i fou membre de l'IPECC i del CAOC. Fou escollit senador per la circumscripció de Girona a les eleccions generals espanyoles de 1979 i 1982. Fou portaveu del Grup Parlamentari Mixt del Senat i secretari segon de la Comissió d'Economia i Hisenda. El 2007 fou condecorat per les JERC per haver procurat un accés al coll de la Manrella.
El setembre de 2013 es va inscriure a l'Assemblea Nacional Catalana a través de Fortià per la Independència. El desembre del 2014 se'n va publicar una biografia, Josep Rahola, una veu catalanista d'esquerres al Senat, obra de Francesc Marco i guanyadora de la Beca d'Estudi President Irla 2013 convocada per la Fundació Josep Irla i amb la col·laboració de la Diputació de Girona que va ser presentada a Figueres el gener del 2015 en el marc d'un homenatge a l'exsenador. L'any 2018 va rebre la distinció del Segell de Fortià atorgada pel municipi de Fortià.